# Leptoscyphus cuneifolius
Leptoscyphus cuneifolius là một loài Rêu trong họ Geocalycaceae. Loài này được (Hook.) Mitt. mô tả khoa học đầu tiên năm 1851.